# Парламентские выборы в Тринидаде и Тобаго (2001)
Досрочные парламентские выборы в Тринидаде и Тобаго прошли 10 декабря 2001 года после того, как правящий Объединённый национальный конгресс потерял парламентское большинство вследствие выхода 4 депутатов из фракции. Однако, в результате новых выборов партии Объединённый национальный конгресс и Народное национальное движение получили каждая по 18 из 36 мест Палаты представителей парламента Тринидада и Тобаго. Тем не менее президент Артур Робинсон номинировал лидера ННД Патрика Маннинга как премьер-министра. Явка составила 66,1 %.

## Результаты
| Партия                                   | Голосов | %    | Мест | +/-   |
| ---------------------------------------- | ------- | ---- | ---- | ----- |
| Объединённый национальный конгресс       | 279 002 | 49,9 | 18   | -1    |
| Народное национальное движение           | 260 075 | 46,5 | 18   | +2    |
| Национальная команда единства            | 14 207  | 2,5  | 0    | новая |
| Национальный альянс за реконструкцию     | 5841    | 1,0  | 0    | -1    |
| Национальная демократическая организация | 50      | 0,0  | 0    | новая |
| Недействительных/пустых бюллетеней       | 2818    | -    | -    | -     |
| Всего                                    | 561 993 | 100  | 36   | 0     |
| Источник: Nohlen                         |         |      |      |       |